# Franz Kutschera (Schauspieler)
Franz Kutschera; eigentlich Franz Kucera (* 25. März 1909 in Wien, Österreich-Ungarn; † 27. Oktober 1991 in München, Bayern) war ein österreichischer Schauspieler und Regisseur.

## Leben
Franz Kutschera absolvierte seine Schauspielausbildung bei Theodor Danegger in Wien. Seine ersten Bühnenstationen waren 1928 in Breslau bei Paul Barnay und 1930 am Darmstädter Landestheater unter Carl Ebert. Es folgten Engagements am Wiener Raimundtheater sowie am Tiroler Landestheater in Innsbruck. Paul Smolny rief ihn 1938 nach Leipzig; 1947 ging er zu Wolfgang Langhoff an das Deutsche Theater in Berlin. 1948 wechselte er ins Ensemble von Fritz Wisten, das bis 1953 im Theater am Schiffbauerdamm spielte und dann – als Bertolt Brecht mit seinem Berliner Ensemble dort einzog – in die wieder aufgebaute Volksbühne am Rosa-Luxemburg-Platz übersiedelte. Nach dem Bau der Berliner Mauer im August 1961 verließ der in West-Berlin wohnende Franz Kutschera aus Protest die in Ost-Berlin gelegene Volksbühne.
In Klassikern, Komödien bis hin zu seinen geliebten Nestroyrollen hat der Vollblutkomödiant und Charakterdarsteller den Spielplan dieses Theaters dreizehn Jahre lang als Schauspieler und Regisseur wesentlich geprägt. Darüber hinaus war er Dozent an der Schauspielschule, machte Vortragsreisen mit Hašeks Die Abenteuer des braven Soldaten Schwejk, produzierte literarische Schallplatten und wirkte in mehreren DEFA-Filmen mit.
Den Gipfel seiner Laufbahn erklomm er als „schwerer Held“ an den Städtischen Bühnen in Frankfurt am Main, wo er 1962 als Ill in Dürrenmatts Der Besuch der alten Dame mit Grete Mosheim in der Titelrolle begann. Gegen heftige politische Widerstände versuchte der Brechtschüler und Intendant Harry Buckwitz damals, den „Stückeschreiber“ Brecht auf westdeutschen Bühnen durchzusetzen. In der Heiligen Johanna der Schlachthöfe spielte Kutschera den Pierpont Mauler, eine Rolle, für die er später in einer Inszenierung der Hersfelder Festspiele den „Großen Hersfeldpreis“ erhielt. Neben seiner Bühnentätigkeit wirkte er in vielen Hörspielproduktionen und Fernsehspielen mit. 
Seine dritte Karriereetappe führte ihn von 1972 bis 1982 an das Bayerische Staatsschauspiel nach München. Dort spielte er unter anderem den Michael Kramer, die Madame Pernell in Ingmar Bergmans Tartuffe-Inszenierung sowie Bergmans Molière-Inszenierung von Dom Juan, die 1983 bei den Salzburger Festspielen Premiere hatte und fürs Fernsehen aufgezeichnet wurde.
Seine Grabstätte befindet sich auf dem Münchner Waldfriedhof.

## Auszeichnungen
- 1953: Goethepreis der Stadt Berlin
- 1954: Nationalpreis der DDR III. Klasse für Kunst und Literatur
- 1970: Großer Hersfeld-Preis
- 1974:  Bayerischer Staatsschauspieler

## Filmografie (Auswahl)
Schauspieler

### Kino
- 1950: Saure Wochen – frohe Feste
- 1951: Modell Bianka
- 1956: Heimliche Ehen
- 1960: Leute mit Flügeln
- 1961: Professor Mamlock
- 1962: Der Tod hat ein Gesicht
- 1966: Grieche sucht Griechin
- 1966: In Frankfurt sind die Nächte heiß

### Fernsehen
- 1958: Hexen von Paris
- 1962: Tempel des Satans
- 1962: Affäre Blum
- 1962: Tevya und seine Töchter
- 1963: Unterm Birnbaum
- 1963: Der Krug
- 1963: Turandot
- 1963: In der Sache J. Robert Oppenheimer
- 1964: Thomas More
- 1965: Brooklyn-Ballade
- 1965: Gewagtes Spiel (Fernsehserie, zwei Folgen)
- 1966: Herrenhaus
- 1966: Der gute Mensch von Sezuan
- 1967: Der Zündholzkönig – Der Fall Ivar Kreuger
- 1967: Josephine
- 1968: Der Monat der fallenden Blätter
- 1968: Bel Ami
- 1969: Nennen Sie mich Alex
- 1969: Der Schelm von Istanbul
- 1970: Tournee (Fernsehserie, 4 Folgen)
- 1971: Der Zeuge
- 1971: Die gefälschte Göttin
- 1972: Die Erbschaft
- 1973: Josef Lang, k.u.k. Scharfrichter
- 1974: Verurteilt 1910
- 1975: Jedermanns Weihnachtsbaum
- 1983: Dom Juan
- 1984: Zinsen des Ruhms
- 1984: Ein Fall für zwei: Chemie eines Mordes
- 1985: …beschloss ich Politiker zu werden

## Theater (Auswahl)
Schauspieler
- 1947: Woyzeck  (Deutsches Theater Berlin – Kammerspiele)
- 1948: Optimistische Tragödie ( Haus der Kultur der Sowjetunion)
- 1948: Stefan Brodwin: Der Feigling – Regie: Ernst Legal (Deutsches Theater Berlin – Kammerspiele)
- 1948: Wach auf und singe (Deutsches Theater Berlin)
- 1949: Gotthold Ephraim Lessing: Nathan der Weise (Derwisch) – Regie: Gerda Müller (Deutsches Theater Berlin)
- 1949: Der böse Geist Lumpazivagabundus (Theater am Schiffbauerdamm)
- 1949: Ewan MacColl: Das krumme Gewerbe – Regie: Robert Wolfgang Schnell (Deutsches Theater Berlin – Kammerspiele)
- 1949: Die Dubarry ( Metropol-Theater)
- 1949: Donna Diana (Theater am Schiffbauerdamm)
- 1950: Der Fall Paul Eszterag (Theater am Schiffbauerdamm)
- 1959: Der Bauer als Millionär (Theater am Schiffbauerdamm)
- 1950: Sergei Michalkow: Golowin und seine Wandlung (Komponist Golowin) – Regie: Inge von Wangenheim (Theater am Schiffbauerdamm)
- 1950: Der Brauthandel (Theater am Schiffbauerdamm)
- 1951: Das Leben kein Traum (Theater am Schiffbauerdamm)
- 1951: Verstand bringt Leiden (Theater am Schiffbauerdamm)
- 1951: Herb Tank: Tanker Nebraska (Brooks) – Regie: Kurt Jung-Alsen (Theater am Schiffbauerdamm)
- 1951: Fiesco (Theater am Schiffbauerdamm)
- 1952: William Shakespeare: Wie es euch gefällt (Narr Probstein) – Regie: Falk Harnack (Theater am Schiffbauerdamm Berlin)
- 1952: Maxim Gorki: Die Feinde (Skrobotow) – Regie: Fritz Wisten (Theater am Schiffbauerdamm)
- 1952: Der Bär (Theater am Schiffbauerdamm)
- 1952: Der arme Konrad (Theater am Schiffbauerdamm)
- 1953: Der Teufelskreis (Theater am Schiffbauerdamm)
- 1953: Nikolai Gogol: Die Heirat (Podkoljessin) und Regie  (Theater am Schiffbauerdamm)
- 1954: Wilhelm Tell (Volksbühne Berlin)
- 1954: Der Zerrissene (Volksbühne Berlin)
- 1956: Ulrich Becher: Feuerwasser (Charlie) – Regie: Fritz Wisten (Volksbühne Berlin)
- 1956: Gerhart Hauptmann: Die Ratten (Hofschauspieler Jettel) – Regie: Walther Suessenguth (Volksbühne Berlin)
- 1956: Wsewolod Wischnewski: Die erste Reiterarmee (Budjonny) – Regie: Kurt Jung-Alsen (Volksbühne Berlin)
- 1956: William Shakespeare: Ein Sommernachtstraum (Thisbe) – Regie: Fritz Wisten (Volksbühne Berlin)
- 1956: Jean-Paul Sartre: Nekrassow (Redakteur) – Regie: Fritz Wisten (Volksbühne Berlin)
- 1957: Der tolle Tag (Volksbühne Berlin)
- 1957: Molière: Tartuffe (Tartuffe) – Regie: Rochus Gliese (Volksbühne Berlin)
- 1958: Die Affäre Dreyfus (Volksbühne Berlin)
- 1958: Wiener Geschichten – Lesung  (Volksbühne Berlin – Theater im III. Stock)
- 1959: Das Schwitzbad (Volksbühne Berlin)
- 1959: Slatan Dudow/Michael Tschesno-Hell: Der Hauptmann von Köln (Oberbürgermeister) – Regie: Otto Tausig (Volksbühne Berlin)
- 1959: Hedda Zinner: Was wäre wenn … (Dahlke) – Regie: Otto Tausig (Volksbühne Berlin)
- 1960: Moral (Volksbühne Berlin)
- 1960: Der böse Geist Lumpazivagabundus  (Volksbühne Berlin)
- 1960: Ludwig Thoma: Moral (Beermann) – Regie: Ernst Kahler (Volksbühne Berlin)
- 1960: Verliebte Gärtnerin – Lesung (Volksbühne Berlin – Theater im III. Stock)
- 1961: Friedrich Wolf: Beaumarchais oder Die Geburt des Figaro (Monarch) – Regie: Rudi Kurz (Volksbühne Berlin)
- 1961: Robert Adolf Stemmle/Erich Engel: Affäre Blum (Landgerichtsrat) – Regie: Hagen Mueller-Stahl (Volksbühne Berlin)
- 1962: Der Besuch der alten Dame (Schauspiel Frankfurt/Main)
- 1965: Hamlet (Schauspiel Frankfurt/Main)

Regie
- 1952: 30 Silberlinge (Theater am Schiffbauerdamm)
- 1952: Aschenbrödel  (Theater am Schiffbauerdamm)
- 1953: Nikolai Gogol: Die Heirat (auch Podkoljessin) (Theater am Schiffbauerdamm)
- 1954: Der Widerspenstigen Zähmung (Volksbühne Berlin)
- 1958: Der Talisman (Volksbühne Berlin)
- 1959: Harald Hauser: Im himmlischen Garten (Volksbühne Berlin)
- 1960: Der gemütliche Kommissar (Volksbühne Berlin – Theater im III. Stock)

## Hörspiele (Auswahl)
- 1929: Gustav Freytag: Die Journalisten. Lustspiel (Fritz) – Regie: Franz Joseph Engel (Sendespiel (Hörspielbearbeitung) – Schlesische Funkstunde)
- 1949: William Shakespeare: Romeo und Julia (Benvolio) – Regie: Alfred Braun (Berliner Rundfunk)
- 1949: George Bernard Shaw: Die heilige Johanna (Kaplan) – Regie: Alfred Braun (Hörspiel – Berliner Rundfunk)
- 1950: Karl Sonnabend/Werner Hardt: Der himmlische Landverteiler – Regie; Werner Stewe (Berliner Rundfunk)
- 1950: Hermann Turowski: Die Präsidentenmacher – Regie: Carl Lange (Berliner Rundfunk)
- 1950:  Heinz Günther Rath: Familie Hauser – Regie: Gottfried Herrmann (Deutschlandsender)
- 1950: Wie kann es sein, dass Kapitän Brown seine Wette verlor – Regie: Werner Stewe (Deutschlandsender)
- 1950: Jakob Lorey: Der Fall Columbus – Regie: Karl Blanckmeister (Berliner Rundfunk)
- 1950: Maximilian Scheer: Paris, den 28. April – Regie: Werner Stewe (Deutschlandsender)
- 1950: Karl Georg Egel: Das Hauptbuch der Solvays – Regie: Gottfried Herrmann (Deutschlandsender)
- 1951: Karl-Georg Egel: Einer von unseren Tagen – Regie: Gottfried Herrmann (Berliner Rundfunk)
- 1951: Egon Erwin Kisch: Landung verboten (Egon Erwin Kisch) – Regie: Werner Stewe (Berliner Rundfunk)
- 1951: Maximilian Scheer: „Todeshandel“ oder „Mut zur Freiheit“ – Regie: Werner Stewe (Berliner Rundfunk)
- 1951: Spielzeug (Berliner Rundfunk)
- 1951: Karl Georg Egel: Das Lied von Helgoland – Regie: Gottfried Herrmann (Berliner Rundfunk)
- 1951: Albert Maltz: Die Nächte enden – Regie: Werner Stewe (Berliner Rundfunk)
- 1951: Friedrich Karl Kaul: Funkhaus Masurenalle (Williams) – Regie: Gottfried Herrmann (Berliner Rundfunk)
- 1951: Maximilian Scheer: Der Hexenmeister – Regie: Werner Stewe (Deutschlandsender)
- 1952: Friedrich Karl Kaul/Günther Cwojdrak: Chicago 1886 – Regie: Gottfried Herrmann (Berliner Rundfunk)
- 1952: Nikolai Gogol: Die Heirat – Regie: Gottfried Herrmann (Berliner Rundfunk)
- 1952: Hans A. Joachim: Die Stimme Victor Hugos (Victor Hugo) – Regie: Herwart Grosse (Literarische Hörfolge – Berliner Rundfunk)
- 1953: Nikolai Gogol: Die toten Seelen (Tschitschikow) – Regie: Richard Hilgert (Hörspiel – Berliner Rundfunk)
- 1953: Pedro Calderón de la Barca: Der gute Richter (General) – Regie: Peter Brang (Rundfunk der DDR)
- 1953: Hedda Zinner: General Landt – Regie: Hedda Zinner (Rundfunk der DDR)
- 1954: Johannes R. Becher: Die Winterschlacht – Regie: Hedda Zinner (Rundfunk der DDR)
- 1955: Der Orden (Berliner Rundfunk)
- 1955: Anna Seghers: Das siebte Kreuz (Füllgrabe) – Regie: Hedda Zinner (Rundfunk der DDR)
- 1955: Zdzislaw Skowronski/ Josef Slotwinski: Der Geburtstag des Direktors (Leon Puchalski, Direktor) – Regie: Helmut Hellstorff (Hörspiel – Rundfunk der DDR)
- 1956: Béla Balázs: Wolfgang Amadeus Mozart (Schikaneder, Theaterdirektor) – Regie: Joachim Witte (Hörspiel – Rundfunk der DDR)
- 1956: Rolf Schneider: Das Gefängnis von Pont L'Eveque (Gefängnisverwalter Billa)  – Regie: Helmut Hellstorff (Rundfunk der DDR)
- 1957: Günther Weisenborn: Reiherjäger (Aranda) – Regie: Werner Stewe (Rundfunk der DDR)
- 1960: Rolf Schneider: Affären (Henry Walser) – Regie: Werner Stewe (Hörspiel – Rundfunk der DDR)
- 1967: Frána Srámek: Mond über dem Fluß (Jan Hlubina) – Bearbeitung und Regie: Pavel Kohout (Hörspielbearbeitung – BR/SWF/ORF Wien)
- 1968: Aimé Césaire: Im Kongo (Kala Lubu) – Bearbeitung und Regie: Heinz von Cramer (Hörspielbearbeitung – SWF/ORF Vorarlberg)
- 1975: Kurt Klinger: Das Scherbengericht – Regie: Ferry Bauer (Hörspiel – ORF Oberösterreich)
- 1987: Marlene StreeruwitzDer Paravent (Gabor) – Regie: Hans Gerd Krogmann (Hörspiel – SDR/ORF Burgenland)

## Schallplatten/CDs
- Jaroslav Hašek: Die Abenteuer des braven Soldaten Schwejk. VEB Deutsche Schallplatten Berlin, 1958.
- Egon Erwin Kisch: Marktplatz der Sensationen
- Romain Rolland: Meister Breugnon
- Bertolt Brecht: Die Dreigroschenoper
- Robin Hoods abenteuerliche Geschichten: Rolle des Prinzen John in der Hörspielreihe von Maritim